# Isoriivi
Isoriivi eller Riivinjärvi är en sjö i kommunen Muonio i landskapet Lappland i Finland. Sjön ligger 267,5 meter över havet. Arean är 49 hektar och strandlinjen är 3,68 kilometer lång. Sjön  ingår i Torne älvs huvudavrinningsområde.   Den ligger omkring 180 kilometer norr om Rovaniemi och omkring 870 kilometer norr om Helsingfors. 
Isoriivi ligger sydöst om Vuontisjärvi. 